# Boeing NLA
Boeing NLA- New Large Airplane je bil koncept iz 1960ih za novo potniško letalo s 500+ sedeži in štirimi motorji.Letalo naj bi bilo malce večje kot 747 in bi bilo podobno McDonnell Douglas MD-12 in Airbus A380. Leta 1993 je Boeing opustil koncept in se osredotočil na moderniziranje 747.

## Okvirne tehnične specifikacije
| Posadka               | 2                               |
| Kapaciteta sedežev    | 606 ( (E, B, F)3-razredi)       |
| Dolžina               | 244 ft 4 in (74,47 m)           |
| Razpon kril           | 260 ft 0 in (79,25 m)           |
| Višina                | 77 ft 8 in (23,67 m)            |
| Maks. vzletna teža    |                                 |
| Dolet                 | 7.800 nmi (14.400 km; 8.980 mi) |
| Motorji (4 x)         |                                 |
| Potisk motorjev (4 x) |                                 |

Viri: Seattle PI